# Municipalidad Provincial de Tayacaja
La Municipalidad Provincial de Tayacaja es un órgano de gobierno local con jurisdicción en la provincia de Tayacaja y el distrito de Pampas en el departamento de Huancavelica, en el sur del Perú. La sede está ubicada en la ciudad de Pampas.

## Alcaldes
Históricamente se conoce que el primer alcalde municipal de la provincia de Tayacaja fue Don Celestino Marchant y actualmente la municipalidad está presidida por el alcalde provincial Hector Lolo Antonio .
|  |

## Organización
Para el período 2015-2018 los organismos que componen la municipalidad, con sus respectivas autoridades son:

### Concejo Municipal
El Concejo Municipal actualmente está integrado por el alcalde Moisés Vila Escobar y la comisión de regidores: Ciceron Pérez Gamarra jaime Clemente Arteaga, Nemecio Pacheco Inga, Francisco Sánchez, Teodoro Joñoruco Riveros, Andrés Ataucusi Canchari, Félix Romaní Tapia, Rocío Chamorro Abregú, Arcángel Campos Parahuay, Julio Cosser Gamarra, Edilberto Cisneros Pérez.
| Moisés Vila Escobar | Cicerón Pérez Gamarra | Humberto Curo Rojas | Agapito Díaz Canchari | Juana Abad Rodríguez\|----- | Teodoro Joñoruco Riveros | Andrés Ataucusi Canchari | Félix Romaní Tapia | Rocío Chamorro Abregú\|----- | Arcángel Campos Parahuay | Julio Cosser Gamarra | Edilberto Cisneros Pérez | Fuente: Concejo Municipal de la Municipalidad Provincial de Tayacaja Pampas,* Datos para la gestión edil 2015-2018 | Fuente: Concejo Municipal de la Municipalidad Provincial de Tayacaja Pampas,* Datos para la gestión edil 2015-2018 | Fuente: Concejo Municipal de la Municipalidad Provincial de Tayacaja Pampas,* Datos para la gestión edil 2015-2018 | Fuente: Concejo Municipal de la Municipalidad Provincial de Tayacaja Pampas,* Datos para la gestión edil 2015-2018 | Fuente: Concejo Municipal de la Municipalidad Provincial de Tayacaja Pampas,* Datos para la gestión edil 2015-2018 |

### Alcaldía Municipal
Es el órgano ejecutivo, cuyo titular es el alcalde municipal: Moisés Vila Escobar. El concejo municipal, mediante ordenanza, aprueba el Reglamento de Organización y Funciones de la Alcaldía. La Subgerencia de Secretaría General e Imagen Institucional es representada por Marisela Berrocal Zorrilla.

### Gerencias Municipales
Representado por el Gerente Municipal: Lic. Maritza Ravelo Chávez .
- Gerencia de Administración y Finanzas: representado por el CPC Ever Araujo Porras.

- Subgerencia de Recursos Humanos: Sr. Santiago Acevedo Segura.
- Subgerencia de Contabilidad: representado por el Sr. Toribio Flores.
- Subgerencia de Tesorería: representado por el CPC Alejandro Ávila Inga.
- Subgerencia de Logística: Sr. Víctor Montes Sánchez.
- Subgerencia de Administración y Fiscalización Tributaria: representado por el Econ. Julio Barros Vidal.

- Gerencia de Planeamiento y Presupuesto: representado por el Econ. Jesús Cachuan Medina.

- Subgerencia de Programación e Inversión: representado por el Sr. Victoriano Galicio.

- Gerencia de Asesoría Jurídica: representado por el Abog. Javier Macha.
- Gerencia de Desarrollo Urbano e Infraestructura: representado por el Arq. David Juan de Dios Vílchez.

- Subgerencia de Obras y Proyectos de Inversión
- Subgerencia de liquidación y Supervisión de Obras
- Subgerencia de Planeamiento Urbano y Catastro: representado por el Ing. Jesùs Pacheco Barrientos.
- Subgerencia de Estudios y Proyectos

- Gerencia de Desarrollo Económico: representado por el Ing. Jheny Tafur Baltazar

- Subgerencia de Desarrollo y Promoción Empresarial: representado por el CPC. Luis Alberto Romero Romani
- Subgerencia de Proyectos Productivos y Sociales: representado por el Sra. Gloria Chávez Gutiérrez

- Gerencia de Desarrollo Social y Servicios Públicos: representado por el Sr. Edgar Tapia Carbajal

- Subgerencia de Cultura, Juventud, Deporte y Adulto Mayor: representado por el Sr. Ángel Gutiérrez Casavilca.
- Subgerencia de Programas Sociales
- Subgerencia de Comercialización, Salud Pública y Medio Ambiente: representado por la Sra. Elizabeth Huarcaya Sáenz.
- Subgerencia de Servicios Públicos

### Comités

#### Consejo de Coordinación Local Provincial
Órgano consultivo y de coordinación. En el caso del CCL Provincial está integrado por el alcalde provincial, los regidores provinciales, los alcaldes de los distritos de la jurisdicción provincial, y los representantes de las organizaciones de la sociedad civil.

#### Comité de Desarrollo Sostenible de Tayacaja
Cuyos integrantes son todas las Instituciones públicas y Privadas de la Provincia.

### Órganos de Control Institucional
El gerente en ejercicio fiscal es el señor Alejandro Carhuamaca Maraví. En la actualidad el Órgano de Control Institucional cuenta con una infraestructura donde se puede realizar la Auditoría a los Estados Financieros e Información Complementaria y el Examen Especial a la Información Presupuestaria.

### Procuraduría Pública Municipal
El gerente en ejercicio fiscal es el Abog. Alberto Hospina. El ámbito de competencia de la Oficina de Procuraduría Pública Municipal comprende la ejecución de todas las acciones que conlleven a garantizar los intereses, posiciones
jurídicas y derechos de la Municipalidad, mediante la representación y defensa judicial y/o procesos arbitrales y conciliatorios, extrajudiciales, judiciales y administrativos, indagaciones del Ministerio Público, investigaciones policiales, garantías y posesorias personales conforme a Ley.